# Итальянский хип-хоп

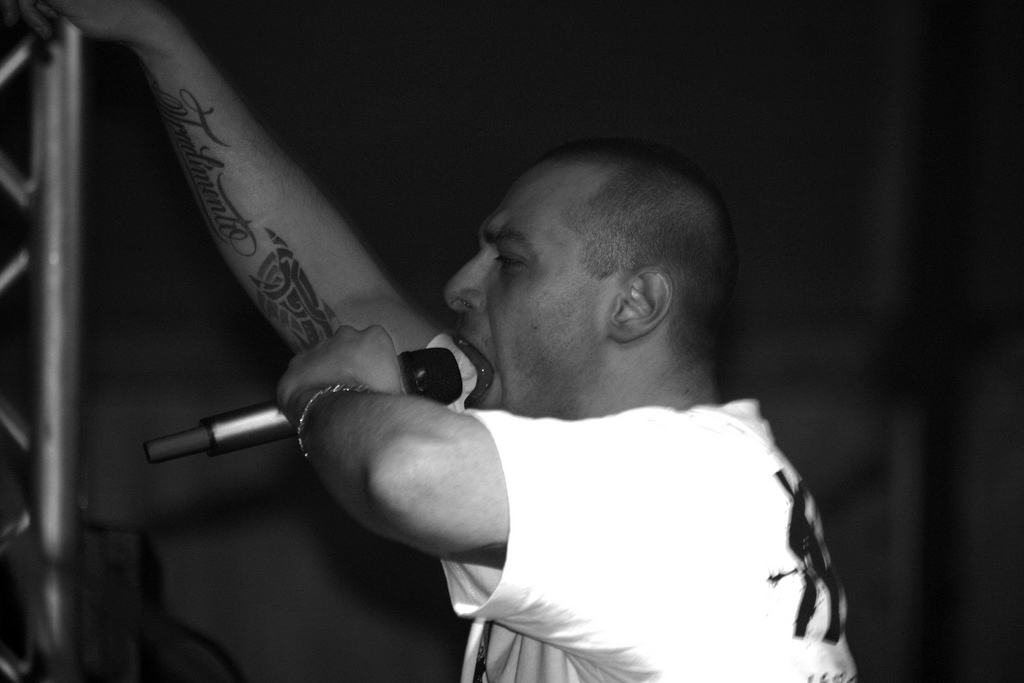
Итальянский рэпер Фабри Фибра на концерте

Итальянский хип-хоп зародился в Италии в 1980-х годах, первой «звездой» хип-хопа стал певец-рэпер Джованотти, который писал и исполнял песни в таких направлениях, как рэп, хип-хоп, рэп-рок, поп. В начале 1990-х одной из первых групп, выступавших в стиле хип-хоп, стала миланская группа Статья 31, которая начинала как дуэт в стиле хип-хоп Восточного побережья, но впоследствии изменила стиль, превратилась в панк/поп -группу, после чего распалась и её бывший рэпер Алессандро Алеотти, известный как J-Ax начал сольную карьеру. Среди других известных итальянских хип-хоп групп — Porzione Massiccia Crew из Болоньи, «Sangue Misto» чей альбом 1994 года SMX испытал влияние трип-хопа. Произведения в стиле гангста-рэп имеются в репертуаре многих известных итальянских хип-хоп групп и исполнителей, включая Статья 31, Kaos One, Неффа, Фабри Фибра, Капареца, а также Эминем, и с 2000 года пользовались значительной популярностью.
В итальянском хип-хопе имеются также группы, создающие произведения политической направленности, как например Клуб Доджо и Fedez. Среди других популярных исполнителей — J-Ax, Marracash, Эмис Килла, Clementino, Baby K, Нойз Наркоз, Дарген Д'Амико, Ensi, Vacca, Винченцо да Виа Анфосси и Мондо Марчо.
Использование диалекта или языка меньшинства является отличительным элементом итальянского хип-хопа такими рэперами, как: Sud Sound Ststem, Menhir, TruceKlan, Co'Sang, Clementino, Rocco Hunt, Dj Tubet.
Хип-хоп в Италии имеет выраженную региональную специфику. Согласно отчёту европейского бюро музыки Music in Europe, хип-хоп с юга Италии, как правило, жёстче, чем его северные версии.